# Anacroneuria minuta
Anacroneuria minuta är en bäcksländeart som beskrevs av František Klapálek 1922. Anacroneuria minuta ingår i släktet Anacroneuria och familjen jättebäcksländor. Inga underarter finns listade i Catalogue of Life.